# Marolles-en-Beauce
Marolles-en-Beauce là một xã ở tỉnh Essonne thuộc vùng Île-de-France miền bắc nước Pháp.
Theo điều tra dân số năm 1999, dân số xã này là 190 người. Ước tính dân số năm 2007 là 213.
Danh xưng cư dân địa phương Marolles-en-Beauce trong tiếng Pháp là Marollais.